# Spiegel van het menselyk bedryf

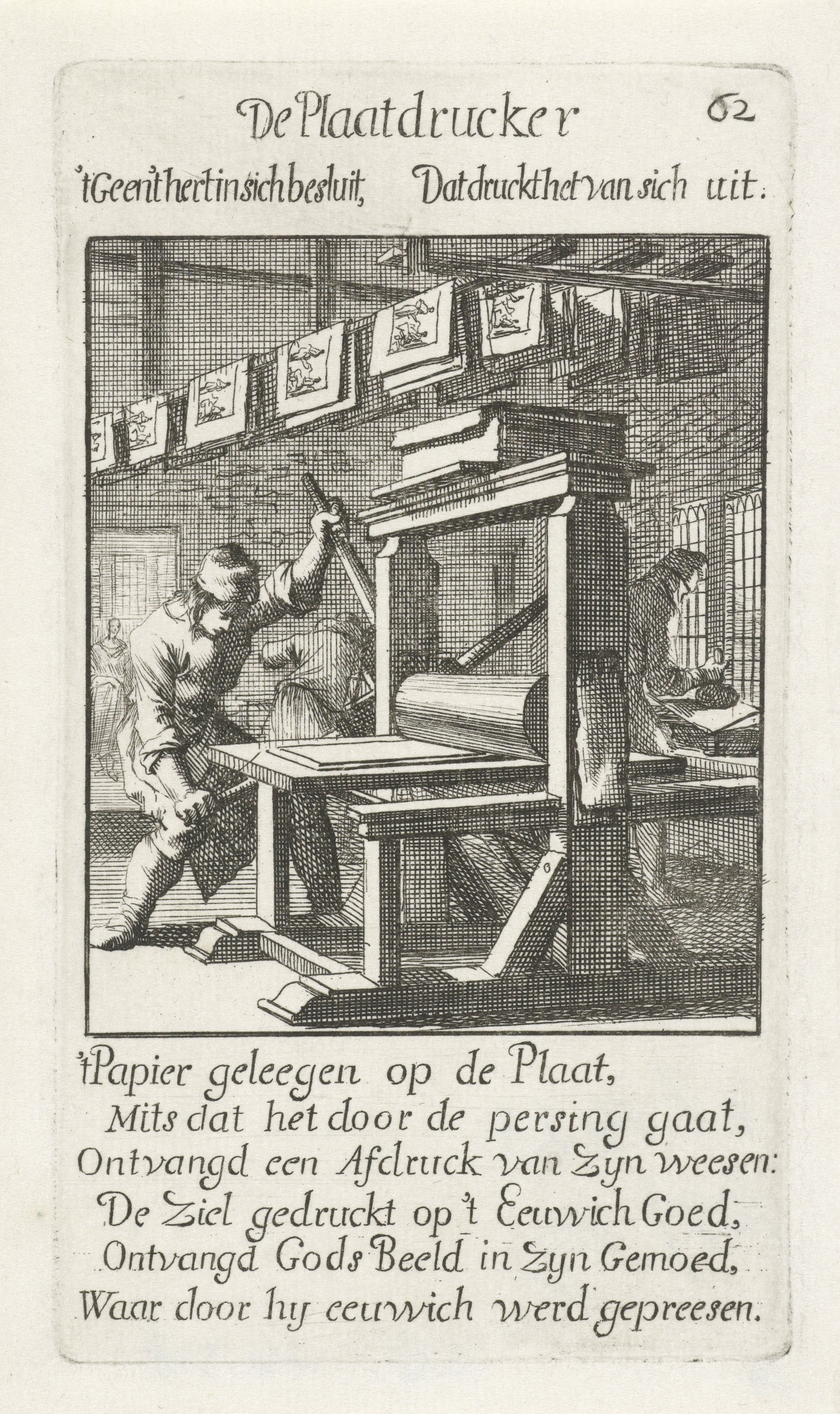
De Plaatdrukker

Het boek Spiegel van het Menselyk Bedryf (1694) door Jan Luyken en zijn zoon Caspar beschrijft in prent en vers het werk van honderd ambachten en beroepen in de Gouden Eeuw. Het boek werd uitgegeven in Amsterdam. Het is een emblemataboek in de traditie van Jacob Cats en werd vele malen herdrukt.
De prenten en teksten werden gedrukt als etsen. Jan Luyken schreef zelf de bijbehorende stichtelijke verzen. Het Rijksprentenkabinet heeft series prenten van de originele uitgave en van herdrukken.

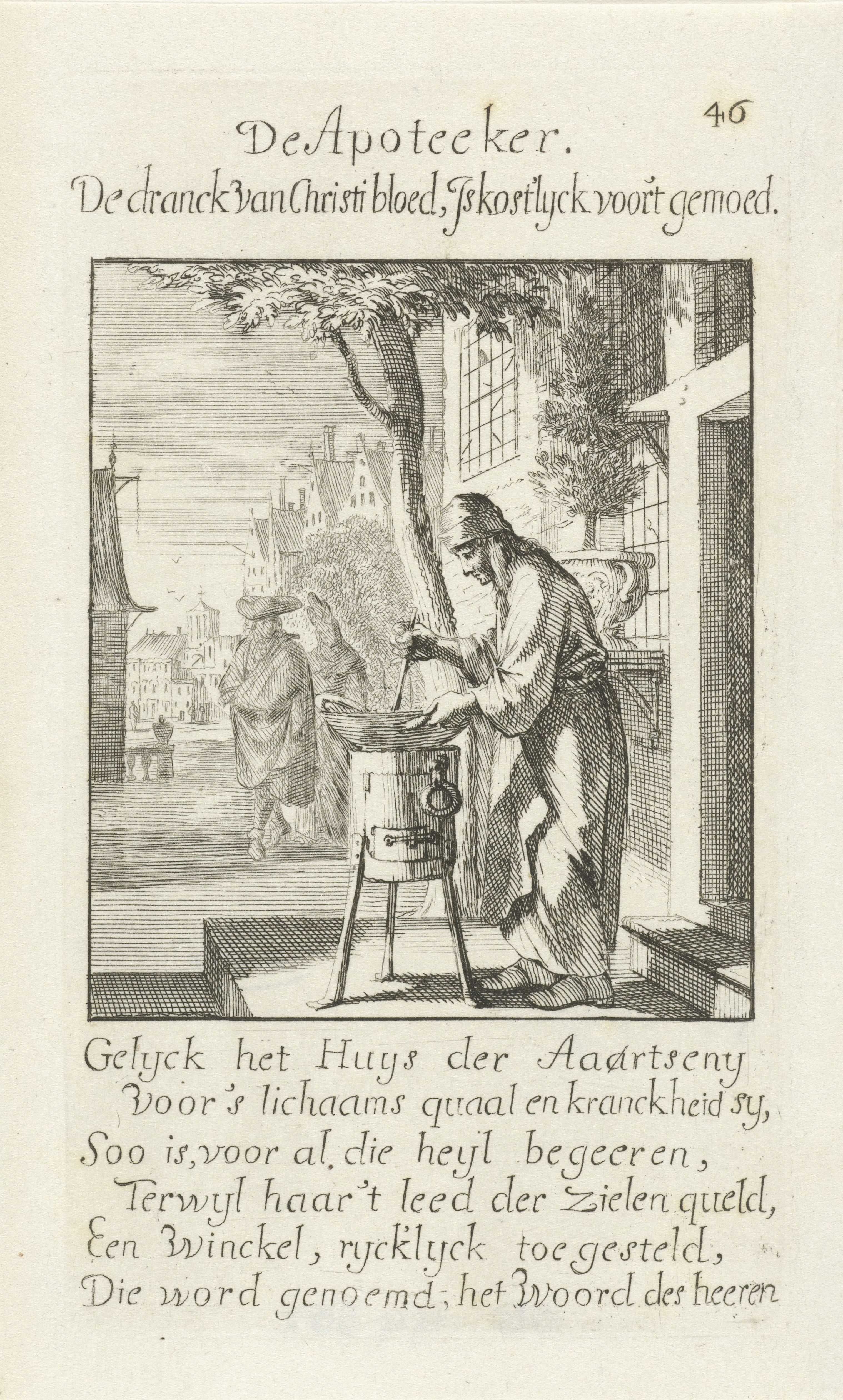
Apotheker
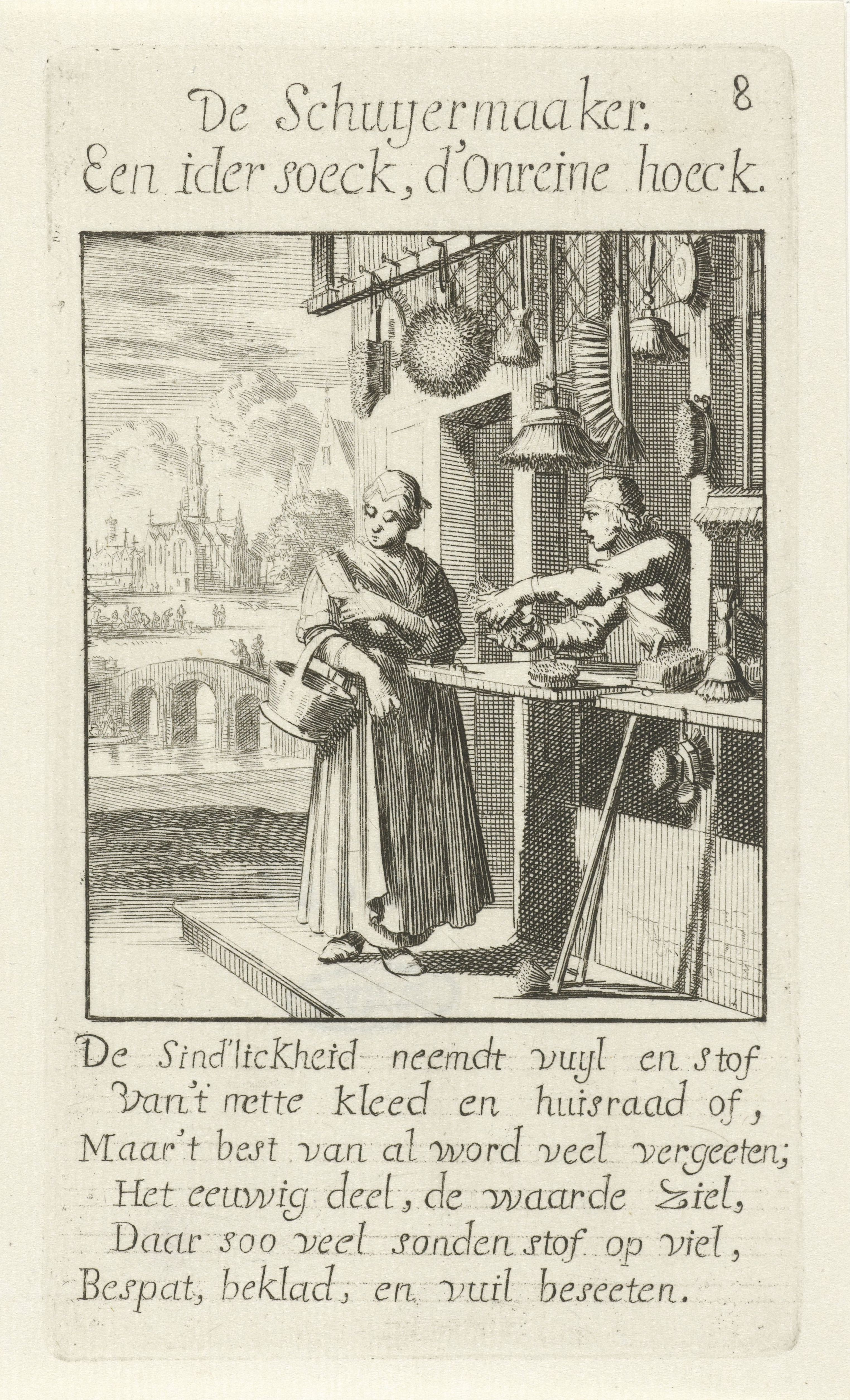
Borstelmaker
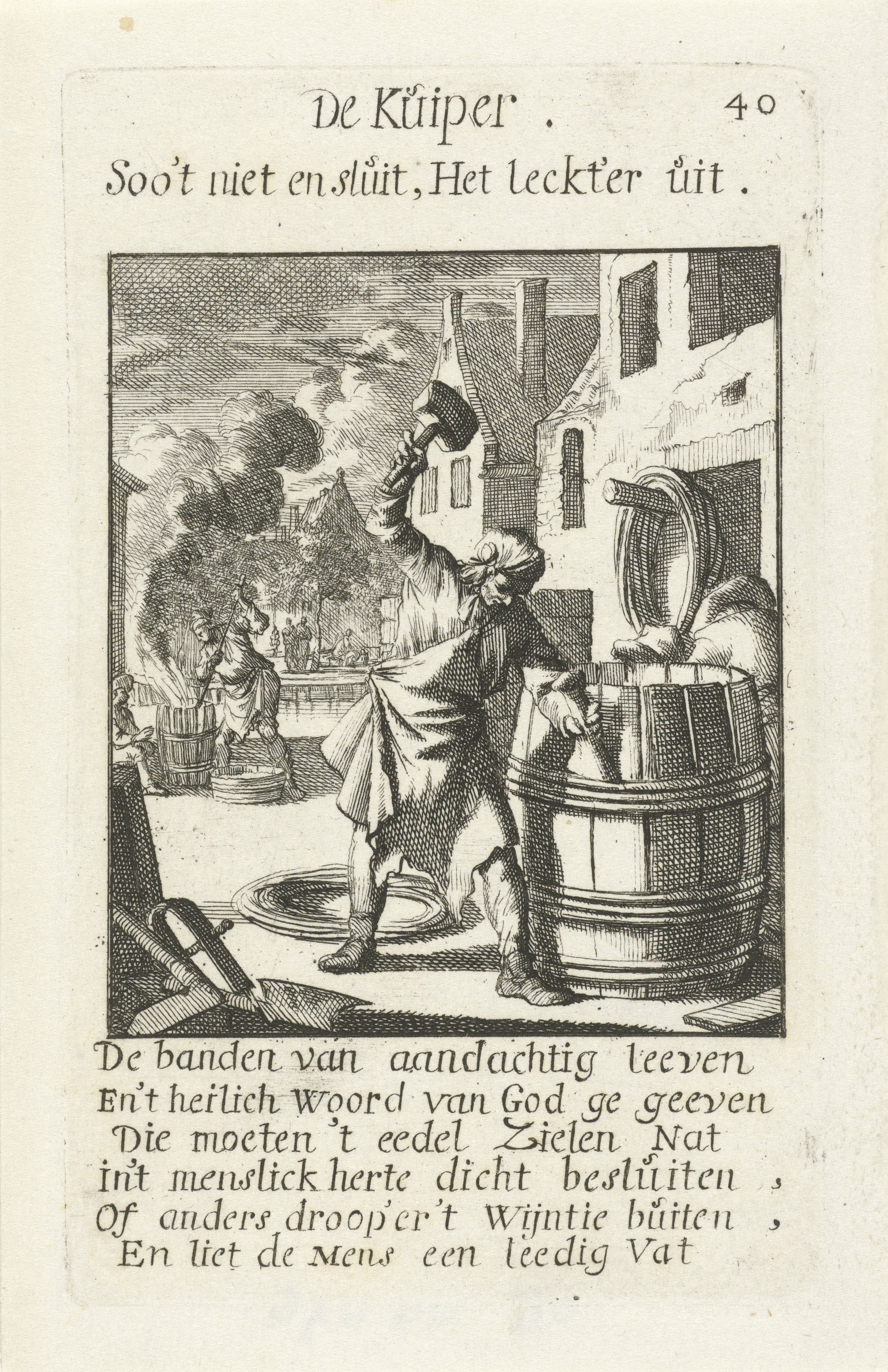
Kuiper
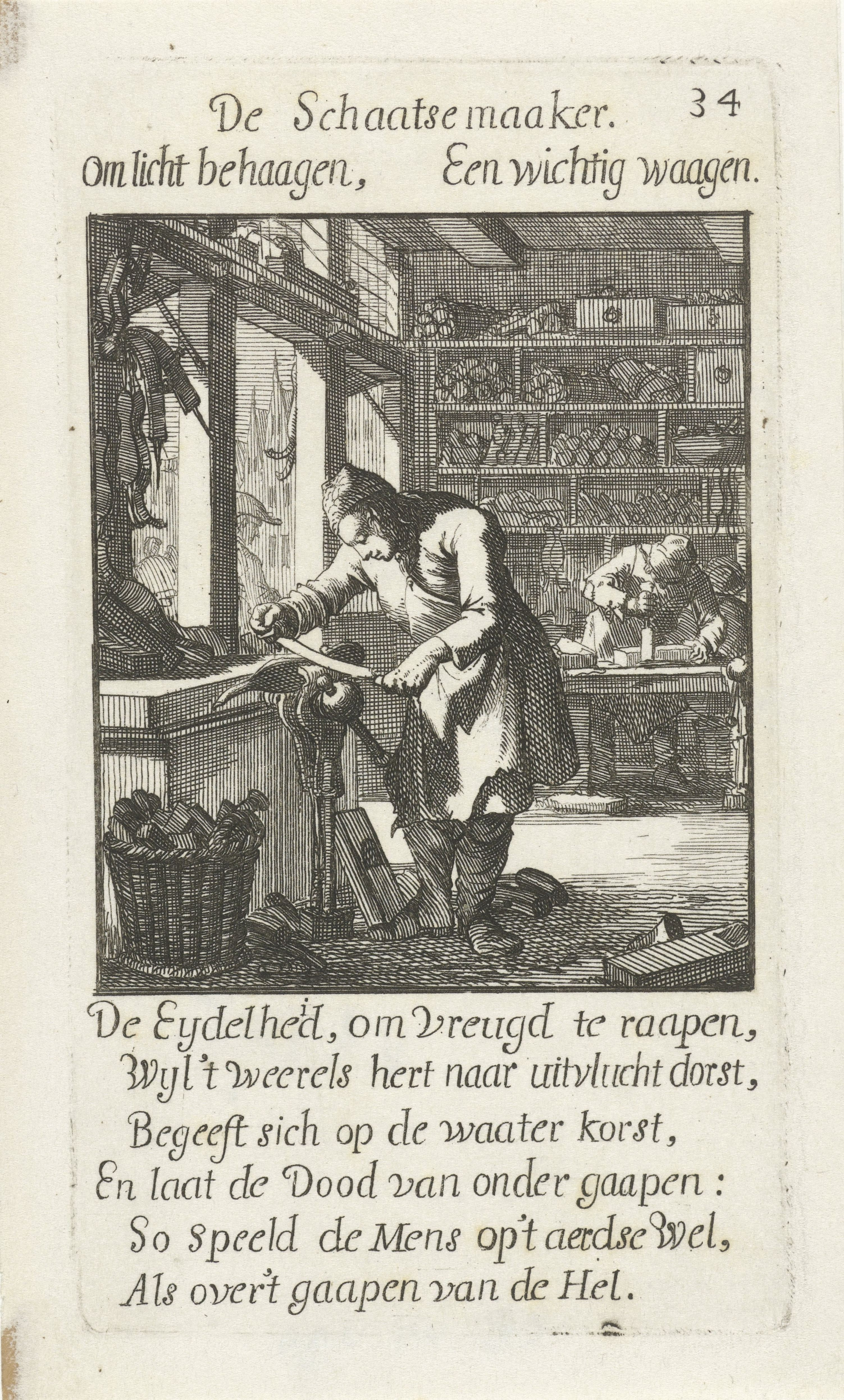
Schaatsenmaker
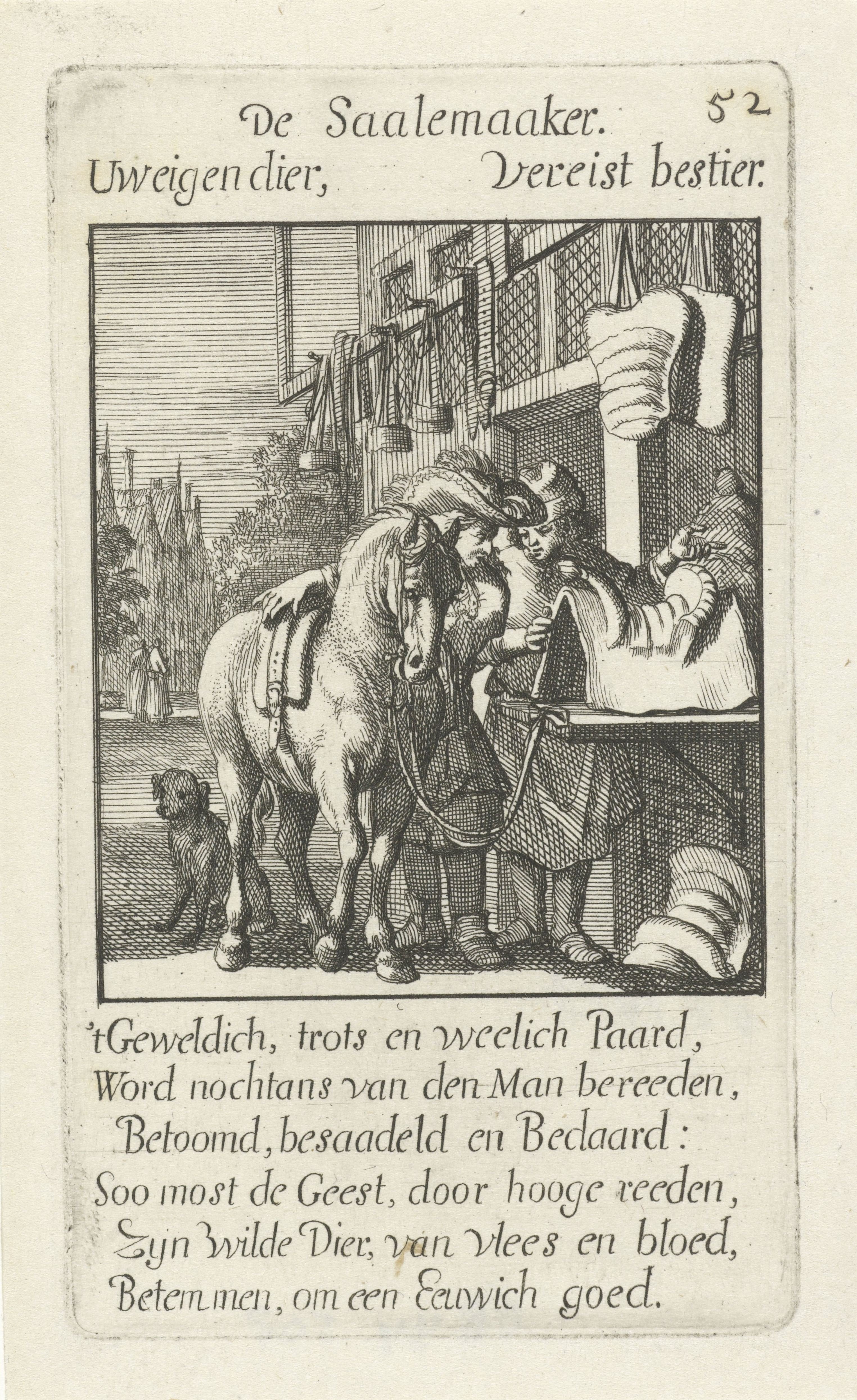
Zadelmaker